# Economia da cidade do Rio de Janeiro
O Rio de Janeiro é a cidade com o segundo maior PIB no Brasil, totalizando 331,3 bilhões de Reais em 2020, segundo dados do IBGE,- o que representou 43,95% de todo o PIB do Estado do Rio de Janeiro, e 4,48% do PIB nacional no mesmo período.
A Bolsa de Valores do Rio de Janeiro (BVRJ), que atualmente negocia apenas títulos públicos, foi a primeira bolsa fundada no Brasil, em 1845, e localiza-se na região central.
Beneficiando-se da posição de capital federal ocupada por um longo período (1763-1960), a cidade transformou-se em um dinâmico centro administrativo, financeiro, comercial e cultural.
| Evolução do Produto Interno Bruto (PIB) | Evolução do Produto Interno Bruto (PIB) | Evolução do Produto Interno Bruto (PIB) |
| Ano                                     | PIB (R$ 1.000)                          | PIB per capita (R$)                     |
| --------------------------------------- | --------------------------------------- | --------------------------------------- |
| 2003                                    | 95.751.484                              | 15.935                                  |
| 2004                                    | 112.674.641                             | 18.620                                  |
| 2005                                    | 117.771.722                             | 19.325                                  |
| 2006                                    | 127.956.075                             | 20.851                                  |
| 2007                                    | 139.559.354                             | 22.903                                  |
| 2010                                    | 190.249.043                             | 30.088                                  |
| 2017                                    | 337.594.462                             | 53.586                                  |
| 2019                                    | 354.981.484                             | 56.570                                  |
| 2020                                    | 331.279.902                             | 53.005                                  |

| Serviços  | 65,52 % |
| Impostos  | 23,38 % |
| Indústria | 11,06 % |

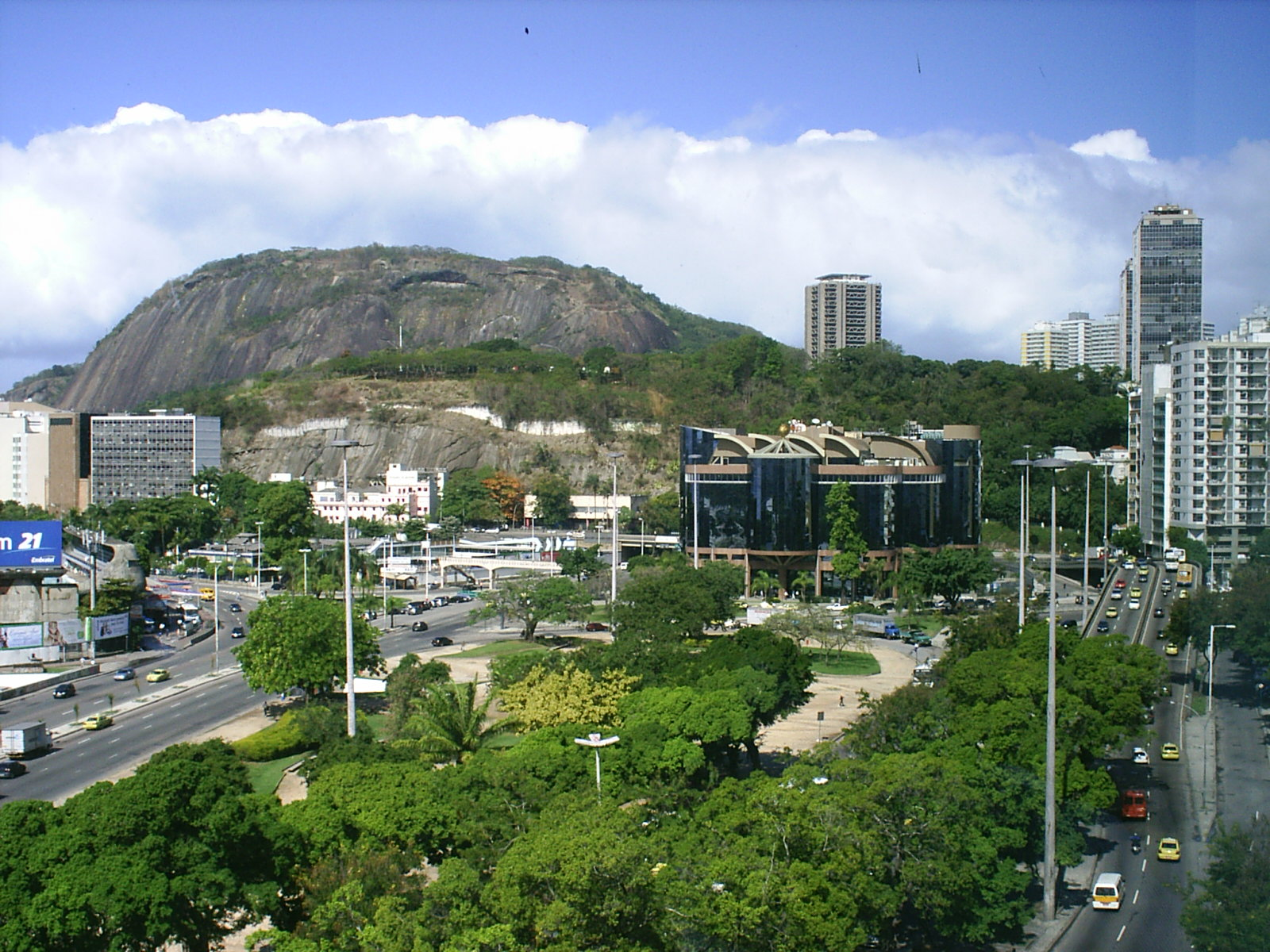
Centro Empresarial Mourisco, no bairro de Botafogo, onde estão instalados os escritórios das seguintes empresas: Banco Pactual, Banco Modal, Previ, Vivo, IBM, PSA Peugeot Citroën e Tower Perrin (multinacional especializada na gestão de recursos humanos).

Região Metropolitana do Rio de Janeiro, tal como considerada pelo IBGE, no ano de 2020, ostentou um PIB de R$ 541,1 bilhões constituindo o segundo maior pólo de riqueza nacional. Concentra 70% da força econômica do estado e 7,31% de todos os bens e serviços produzidos no país.
Há muitos anos congrega o segundo maior pólo industrial do Brasil, contando com refinarias de petróleo, indústrias naval, metalúrgicas, petroquímicas, gás-químicas, têxteis, gráficas, editoriais, farmacêuticas, de bebidas, cimenteiras e moveleiras. No entanto, as últimas décadas atestaram uma nítida transformação em seu perfil econômico, que vem adquirindo, cada vez mais, matizes de um grande pólo nacional de serviços e negócios.
O setor de serviços (ou setor terciário, que inclui o comércio e a prestação de serviços) abarca a maior parcela do PIB (65,28%), seguido pelos impostos (23,19%), pela atividade industrial (11,5%) e pelo agronegócio (0,03%). Por ser o preponderante, o setor terciário foi o mais afetado pela crise econômica de 2014 no país. De janeiro a abril de 2015, o município foi o que mais perdeu postos de trabalho com carteira assinada. Dos 26 mil empregos perdidos, a maior parte foi no comércio.

## Grandes empresas estatais, nacionais e multinacionais

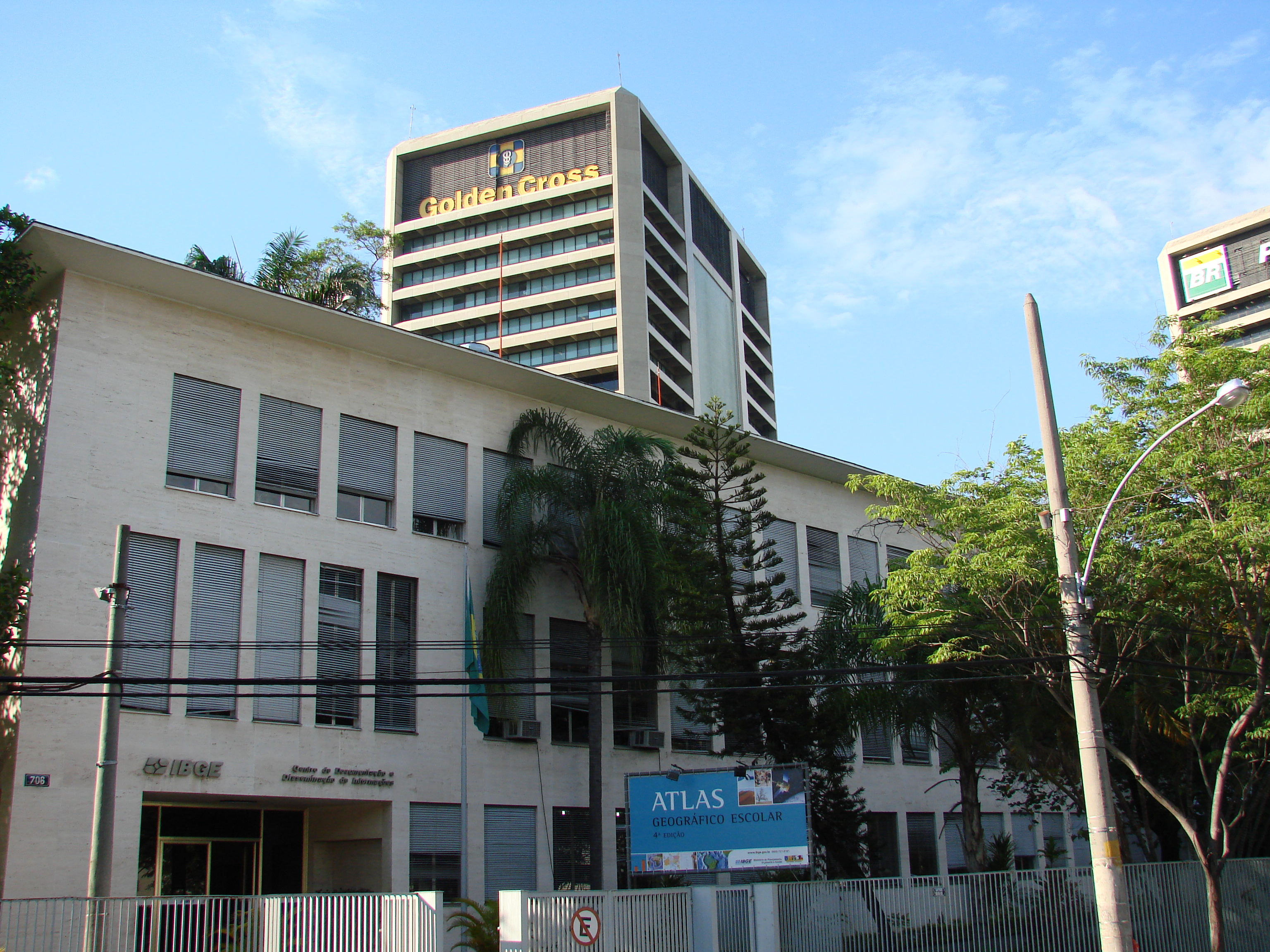
Sede do Centro de Documentação e Disseminação de Informações (CDDI) do IBGE, no bairro do Maracanã. Ao fundo, a sede da Golden Cross. À direita, uma sucursal da Petrobras.

No Rio estão sediadas as duas maiores empresas brasileiras – a Petrobras e a Vale –, o maior grupo de mídia e comunicações da América Latina – o Grupo Globo (Rede Globo, Canais Globo, Sistema Globo de Rádio, Infoglobo, Editora Globo, Som Livre, Globo.com, Globo Filmes) –, e grandes empresas do setor de telecomunicações, como: Oi, TIM, Embratel, Intelig e Embratel Star One (maior empresa de gerenciamento de satélites da América Latina) – içando-o ao posto de principal pólo nacional das telecomunicações.

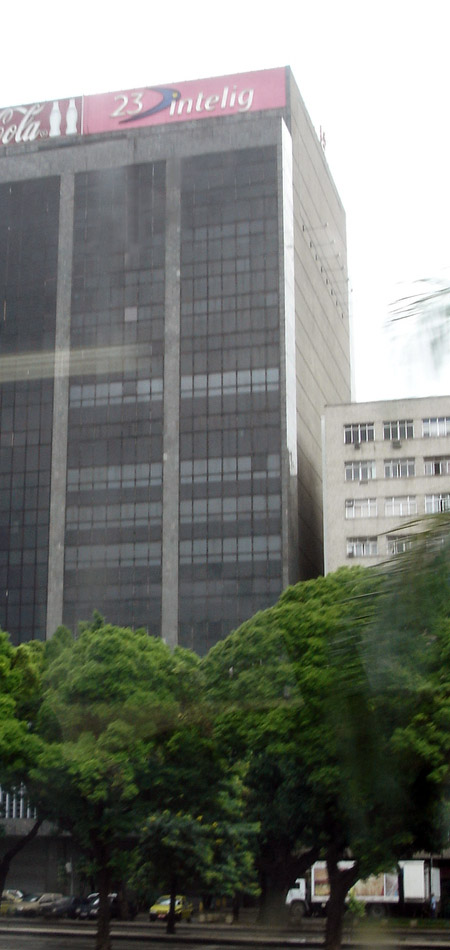
Sede da Intelig, na Praia de Botafogo.

Grande número de importantes empresas estatais, fundações públicas e autarquias federais possuem suas sedes estabelecidas na cidade, com destaque para o Banco Nacional de Desenvolvimento Econômico e Social (BNDES), a Eletrobrás, a Financiadora de Estudos e Projetos (FINEP), o Instituto Brasileiro de Geografia e Estatística (IBGE), o Instituto de Pesquisa Econômica Aplicada (IPEA-Rio), o Inmetro, o Instituto Nacional da Propriedade Industrial (INPI), a Comissão de Valores Mobiliários (CVM), o Escritório-Central da Agência Nacional do Petróleo (ANP), escritórios da Confederação Nacional do Comércio, a Academia Brasileira de Ciências (ABC) e a Agência Nacional de Saúde Suplementar (ANS).
Em vários setores da economia, podem-se elencar as matrizes de grupos empresariais como Coca-Cola Brasil, Michelin, PSA Peugeot Citroën, Transpetro, MRS Logística S.A., Profarma, Rio de Janeiro Refrescos, Amil, Transportadora Brasileira Gasoduto Bolívia-Brasil S/A, Golden Cross, Lafarge Brasil, Contax, Souza Cruz (British American Tobacco), Previ, Grupo SulAmérica, Brasilveículos, IRB-Brasil Re, Ponto Frio, Lojas Americanas (incluindo empresas por ela controladas:Blockbuster Brasil, Americanas.com e Submarino.com), Leader Magazine, Benafer, Casa & Vídeo, Bob's, Artplan, Losango etc. No rol de pesquisa e educação profissional destacam-se, respectivamente, a Fundação Getúlio Vargas (FGV) e o Departamento Nacional do Serviço Nacional de Aprendizagem Comercial (SENAC). Grandes empresas do ramo da construção civil estão aqui sediadas, a citar: Construtora Norberto Odebrecht, Grupo Queiroz Galvão, Delta Construções, Carioca Christiani Nielsen Engenharia e, também, a Associação Brasileira de Consultores de Engenharia (ABCE).
BNDES, Pactual, Clássico, Brascan, Opportunity, Prosper e Modal estão entre os bancos com matriz instalada na cidade, que contava, no ano de 2006, com 1.031 agências de diversas instituições financeiras. Passados 45 anos da inauguração do primeiro shopping center do Brasil, no Méier, em 1963, contabilizam-se hoje 31 estabelecimentos na categoria (segundo lugar no ranking) – o correspondente a 8,4% do total nacional, segundo levantamento recente da Associação Brasileira de Shopping Centers (ABRASCE) para 2008.

## Setores petroquímico e energético
No setor de petróleo, além da Petrobras, figuram mais de 700 empresas, dentre as quais as maiores do país (Shell, Esso, Ipiranga, Chevron Texaco, El Paso, Repsol YPF), que mantêm centros de pesquisa espalhados por todo o estado. Juntas, produzem mais de 4/5 do petróleo e dos combustíveis distribuídos nos postos de serviço do território nacional. O Governo Estadual monitora a produção de petróleo e gás através do CIPEG. No campo petroquímico e de gás, GE Oil & Gas, Supergasbras, Rexam BCSA, Companhia Distribuidora de Gás do Rio de Janeiro (CEG), Refinaria de Manguinhos, Grupo Unipar, AGA e Riopol, com suas respectivas sedes, fazem-se presentes.

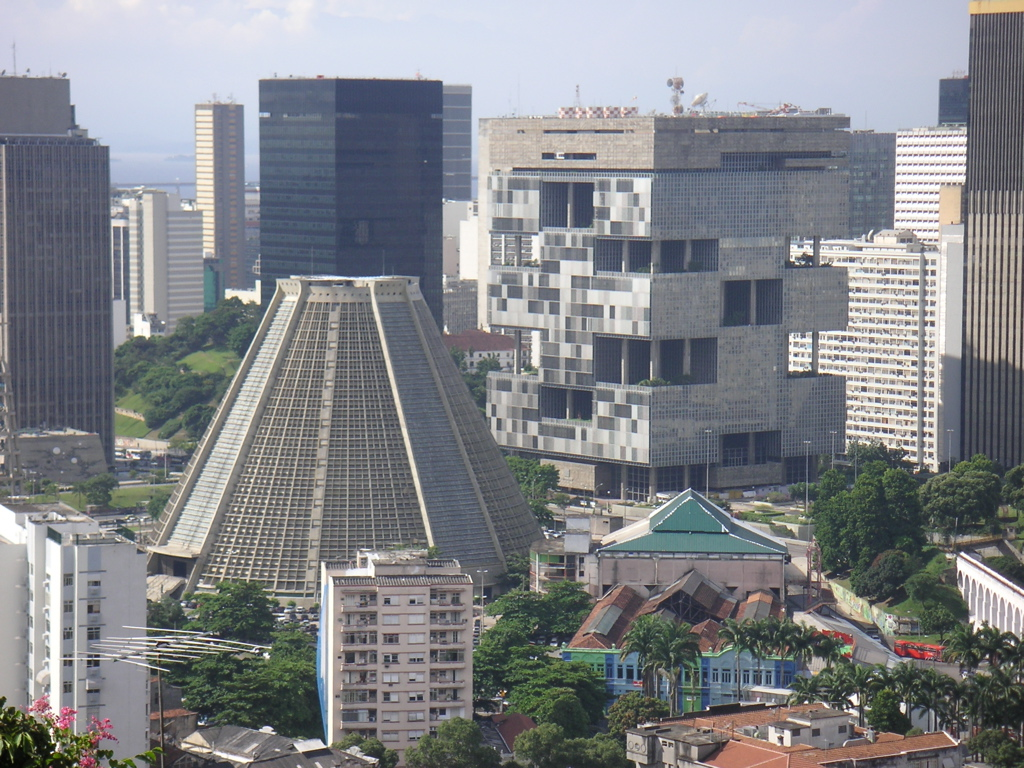
Vista do Centro do Rio de Janeiro, onde se destaca o edifício de arquitetura futurista que abriga a sede mundial da Petrobras – a maior empresa brasileira, e uma das maiores do mundo.

Além da Vale, outras indústrias de mineração e siderúrgicas também exercem papel de destaque no Rio, onde foi implantada a Secretaria Executiva do Instituto Brasileiro de Siderurgia. Empresas como a Companhia Siderúrgica Nacional (CSN) (maior siderúrgica da América Latina), BHP Billiton, MBR, Valesul, Galvasud e Alcicla têm suas matrizes nas dependências do município. No setor energético, completam a lista Eletrobrás (maior companhia latino-americana do setor de energia elétrica), Furnas Centrais Elétricas, Eletronuclear, Centro de Pesquisas de Energia Elétrica (CEPEL), Indústrias Nucleares do Brasil (INB), Light, Endesa, o Escritório-Central da Empresa de Pesquisa Energética (EPE), o Escritório-Central do Operador Nacional do Sistema Elétrico (ONS), a Associação Brasileira dos Distribuidores de Energia Elétrica (ABRADEE), a Associação Brasileira de Geradoras Termelétricas (ABRAGET), o Instituto Nacional de Eficiência Energética (INEE) e a Fundação COGE.

## Indústria farmacêutica
Segundo dados da Associação Comercial do Rio de Janeiro, dos cerca de 250 laboratórios existentes no país, 80 operam no estado do Rio de Janeiro, sendo a maioria na capital. Ênfase para Schering-Plough, GlaxoSmithKline, Sanofi-Aventis, Roche, Arrow, Barrenne, Casa Granado, Darrow Laboratórios, Gross, Baxter, Mantecorp Indústria Química e Farmacêutica, Merck, Musa, Daudt, Lundbeck, Mayne, Mappel, Laboratórios BBraun e Cellofarm. No bairro de Manguinhos, o Instituto de Tecnologia de Fármacos – Farmanguinhos –, encampado pela Fundação Oswaldo Cruz (Fiocruz), é o principal centro de desenvolvimento de anti-retrovirais e maior laboratório oficial do Brasil. A Ceras Johnson, fabricante de inúmeros produtos de limpeza e desinfetantes, tem sede na Barra da Tijuca.

## Indústria da cultura

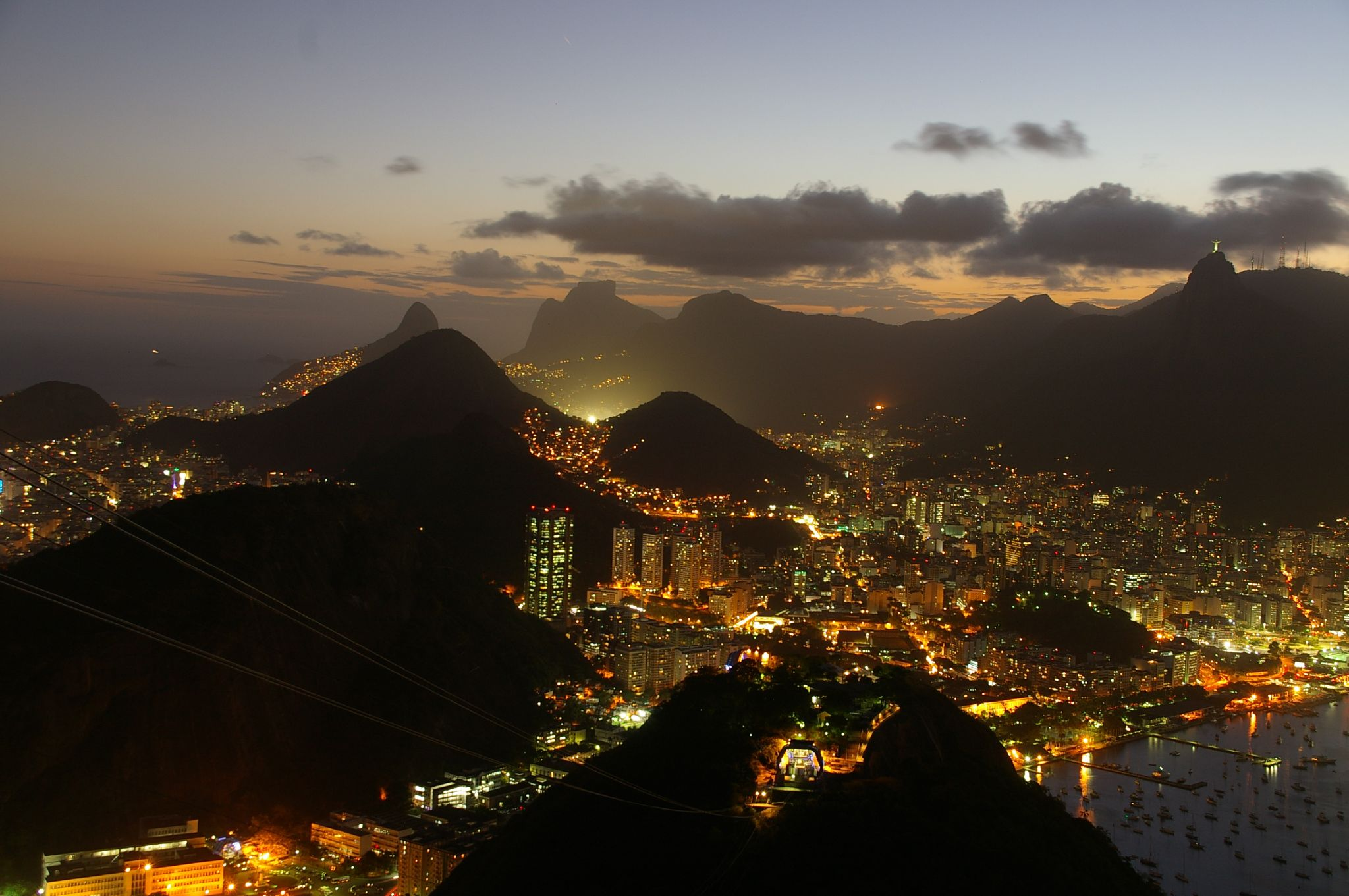
O Rio de Janeiro conta com uma extensa rede de teatros, cinemas e casas de espetáculos.

O Rio de Janeiro herdou de seu passado uma forte vocação cultural. No final do século XIX, foram ali realizadas as primeiras sessões de cinema tupiniquins e, desde então, descortinaram-se vários ciclos de produção, os quais acabaram por inserir a produção cinematográfica carioca na vanguarda experimental e na liderança do cinema nacional. Atualmente, o Rio aglutina os principais Centros de Produção da TV Brasileira: os Estúdios Globo da Rede Globo, o RecNov da RecordTV e o Pólo de Cinema de Jacarepaguá, os quais são responsáveis pela geração de cerca de 10 mil empregos diretos e 30 mil indiretos. Em 2006, 65% da produção do cinema nacional foi realizada exclusivamente por produtoras sediadas na cidade (que abriga cerca de 80% do total de empresas existentes no ramo, inclusive de estúdios de dublagem, como a Delart, maior empresa de tradução e dublagem do país), captando R$ 91 milhões em recursos federais através da Lei Rouanet, Lei de Produção Audiovisual e Artigo 39 da MP 2228-1. Das 20 maiores bilheterias do cinema brasileiro, 19 títulos pertencem a produtoras cariocas. A Agência Nacional do Cinema (ANCINE), organismo regulador do governo federal instituído com objetivo de fomentar e fiscalizar as indústrias cinematográfica e videofonográfica, tem seu escritório-central na cidade.
No bairro de Botafogo, situa-se a matriz da Indústria Brasileira de Filmes (IBF), pioneira na fabricação de filmes sensibilizados e líder em filmes e chapas offset e digitais. Por determinação do presidente Luiz Inácio Lula da Silva, recentemente, a cidade foi escolhida como cabeça de rede da TV Brasil, emissora estatal resultante da fusão entre a Radiobrás, de Brasília, e a TVE Brasil.
A indústria fonográfica encontra-se fortemente representada por gigantes como EMI, Universal Music, Sony BMG, Warner Music e Som Livre, ou gravadoras mais voltadas a nichos específicos de mercado, a exemplo de Velas, Biscoito Fino, Line Records e MK Music, além da sede da Associação Brasileira de Produtores de Discos (ABPD) e da Associação Antipirataria de Cinema e Música (APCM) – esta última criada pela ABPD, em 1995, para auxiliar no processo de repressão à pirataria.
Uma porção bastante relevante do parque editorial e gráfico nacional localiza-se no Rio, onde estão as sedes do Grupo Editorial Record (Record, Livraria José Olympio Editora, Bertrand Brasil, Civilização Brasileira, Difel, Nova Era, Rosa dos Tempos, Best Seller), Editora Campus (maior editora do Brasil em publicações de livros profissionais, acadêmicos, culturais e não-ficção), Rocco, Nova Fronteira, Ediouro Publicações, Objetiva, Sextante, Jorge Zahar, Imago, Topbooks, Vieira e Lent, Ibis Libris e o Sindicato Nacional dos Editores de Livros.

## Tecnologia da informação
A capital fluminense concentra uma parcela significativa das atividades de produção e exportação de software do estado, o qual é tido como referência internacional na área, abarcando aproximadamente 40% da produção nacional.
O Rio de janeiro é o único estado brasileiro com operações internacionais estruturadas no setor, incluindo o desenvolvimento de um software]utilizado pela General Electric na manutenção de turbinas. Na área de tecnologia da informação e, em especial, no que diz respeito à exportação de softwares, o Governo Estadual vem encetando políticas públicas de incentivo às principais empresas que atuam na área. Xerox do Brasil, Chemtech (líder brasileira no fornecimento de soluções de otimização para as indústrias de processos atuante em diversos países como Alemanha, Estados Unidos, Rússia, Japão, Singapura, Tailândia, Arábia Saudita, França, África do Sul, Canadá, Espanha), Unisys Brasil e Datamec têm suas matrizes instaladas na cidade.

## Turismo

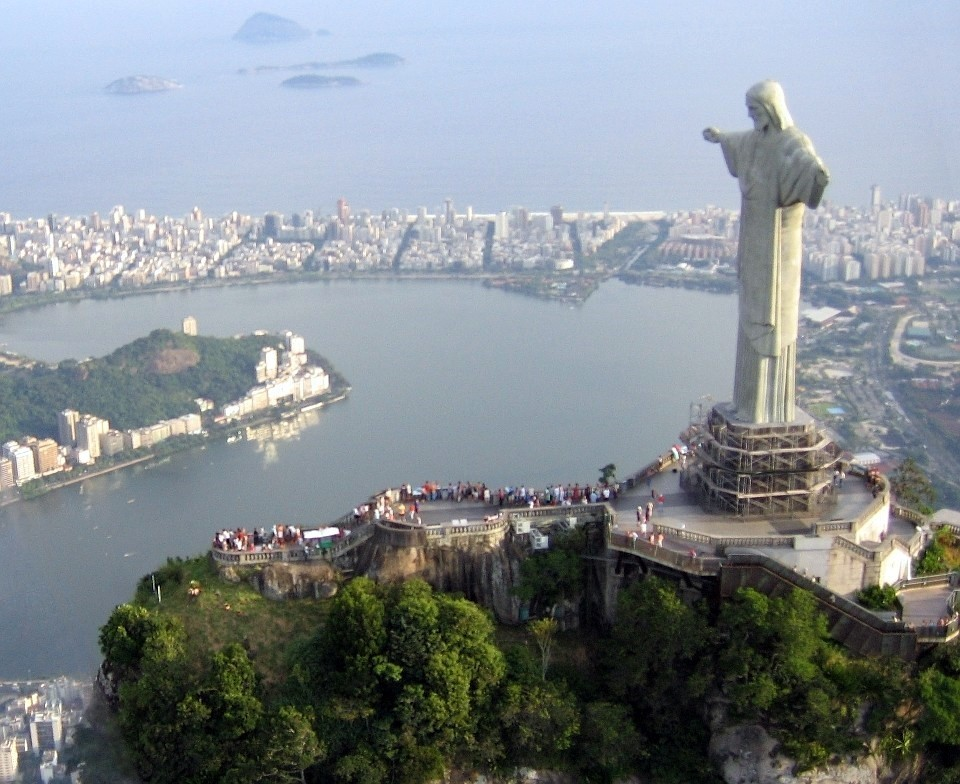
Turistas em visita à estátua do Cristo Redentor – uma das imagens brasileiras mais conhecidas no mundo.

O turismo confere mais do que um mero adendo à economia local, vez que, de todos os estrangeiros que visitam o país, 40% têm como destino a cidade do Rio de Janeiro, atraídos por uma miríade de ícones culturais e paisagísticos – o que leva à criação de diversos postos de trabalho, robustecendo os setores comercial e de hotelaria. Relatórios do Tribunal de Contas do Estado do Rio de Janeiro expressam um declive suave e prolongado nas taxas de desemprego da Região Metropolitana, que registrou o menor índice (7,23%, jul.-set. 2007) entre as seis regiões pesquisadas, além da mais alta taxa de crescimento do rendimento real habitualmente recebido pelos trabalhadores – um aumento de 6,5% em relação ao segundo trimestre de 2007 –, alçando, desta forma, a segunda posição no ranking.

## Indústria naval

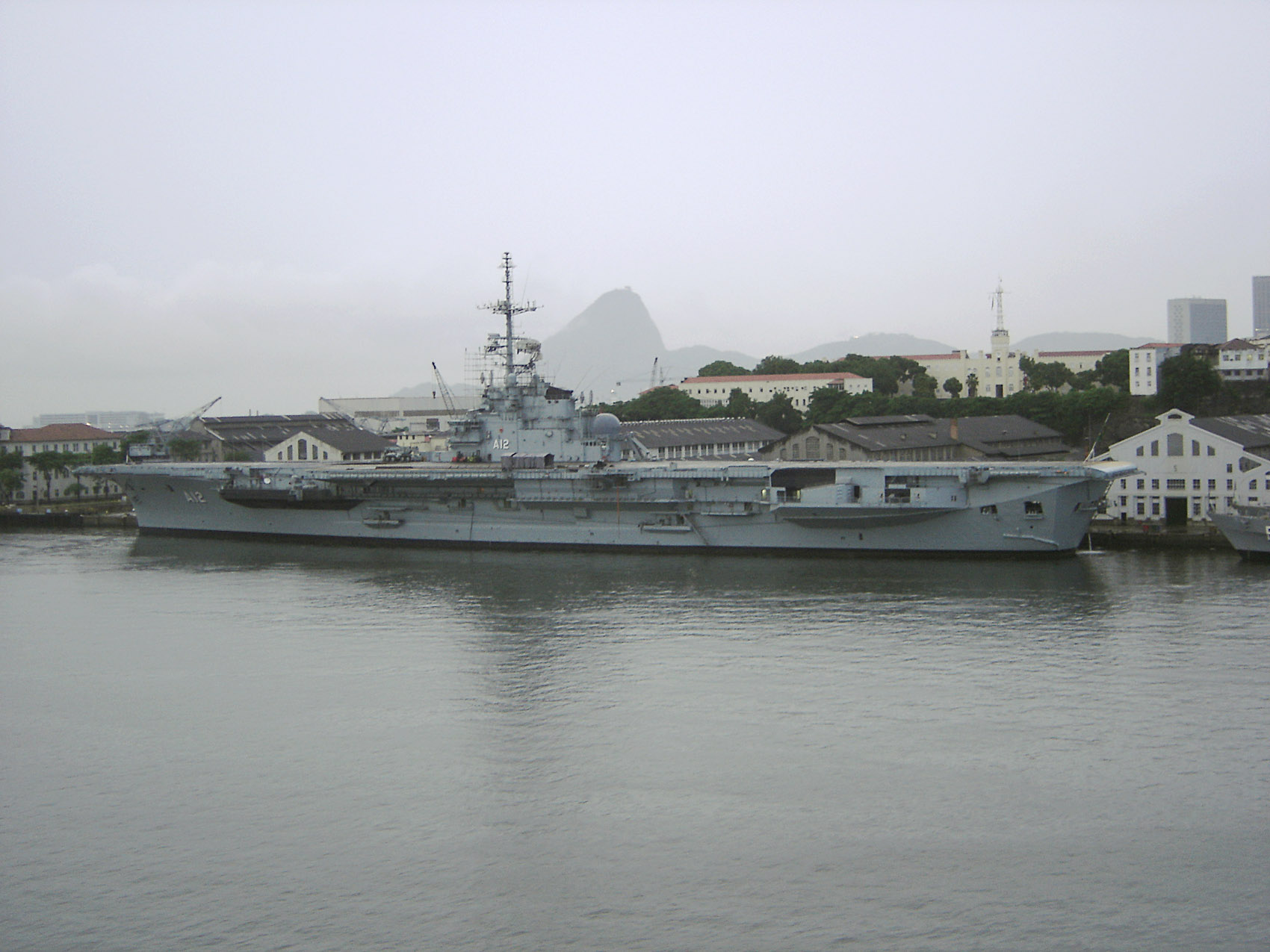
O porta-aviões brasileiro NAe São Paulo (A-12), antigamente da Marinha Francesa, ancorado no Porto do Rio de Janeiro. Ao fundo, o Morro do Pão de Açúcar.

Os maiores estaleiros e os principais grupos nacionais e internacionais do setor naval encontram-se na cidade – reflexo dos programas de revitalização e concessão de incentivos fiscais no estado, que detém cerca de 90% da indústria naval brasileira. Atualmente a Região Metropolitana é contemplada por 19 estaleiros, aos quais é devida a geração de cerca de 25 mil empregos diretos. Destaque para Companhia Libra de Navegação e Docenave.

## Observações
O Instituto Nacional de Altos Estudos (INAE), associação civil com sede no Rio de Janeiro, responsável pela organização do Fórum Nacional, tem por finalidade o debate de projetos e a formulação de políticas e estratégias voltadas ao desenvolvimento e modernização do Brasil em suas dimensões econômico-social, político-institucional e cultural – contribuindo com inúmeras pesquisas e publicações (das quais foram extraídos alguns dados empregados neste artigo). O Instituto Brasileiro de Análises Sociais e Econômicas (Ibase), instituição de utilidade pública federal sem fins lucrativos, também se faz presente.

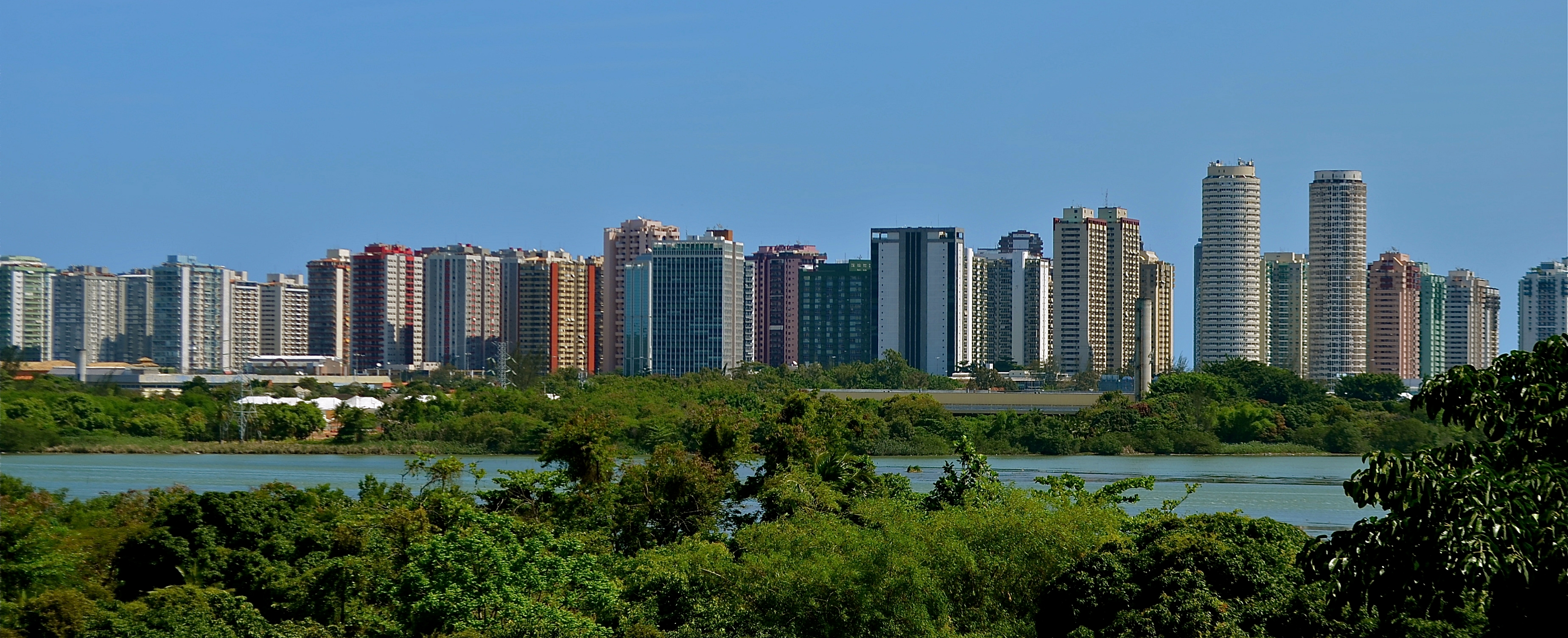
Jardim Oceânico na Barra da Tijuca, região nobre da cidade.